# Joaquín Bergía
Joaquín Bergía Torres (Madrid, 1907 - Madrid, 9 de mayo de 1991) fue un actor de cine español, que participó en alrededor de un centenar de películas, básicamente en papeles secundarios, a lo largo de su extensa carrera cinematográfica que abarcó desde la década de 1920 hasta la década de 1960.

## Filmografía completa
- Al Hollywood madrileño (Lo más español) (1927)
- La última cita (1928)
- El gordo de Navidad (1929)
- Mal estudiante (1930)
- El nocturno de Chopin (1932)
- Dos mujeres y un Don Juan (1933)
- Una de miedo (cortometraje) (1934)
- El huésped del sevillano (1939)
- Escuadrilla (1941)
- El crucero Baleares (1941)
- Sol de Valencia (1941)
- Los misterios de Tánger (1942)
- La famosa Luz María (1942)
- Dora, la espía (1943)
- Fiebre (1944)
- El destino se disculpa (1945)
- Espronceda (1945)
- La próxima vez que vivamos (1946)
- Séptima página (1951)
- El negro que tenía el alma blanca (1951)
- Una cubana en España (1951)
- Bienvenido, Mister Marshall (1953)
- El diablo toca la flauta (1953)
- Malaire (1953)
- Dos caminos (1954)
- Tres huchas para Oriente (1954)
- El guardián del paraíso (1955)
- Familia provisional (1955)
- Juicio final (1955)
- La reina mora (1955)
- Los peces rojos (1955)
- La Hermana Alegría (1955)
- Una aventura de Gil Blas (1955)
- Zalacaín el aventurero (1955)
- Los amantes del desierto (1956)
- Manolo guardia urbano (1956)
- Piedras vivas (1956)
- Héroes del aire (1957)
- Los ángeles del volante (1957)
- Aquellos tiempos del cuplé (1958)
- El aprendiz de malo (1958)
- El Cristo de los Faroles (1958)
- El hombre del paraguas blanco (1958)
- Un hecho violento (1958)
- ¡Viva lo imposible! (1958)
- Carmen la de Ronda (1959)
- Gayarre (1959)
- Ama Rosa (1960)
- Compadece al delincuente (1960)
- Crimen para recién casados (1960)
- El amor que yo te di (1960)
- El Litri y su sombra (1960)
- La paz empieza nunca (1960)
- Salto a la gloria (1960)
- Sólo para hombres (1960)
- Un bruto para Patricia (1960)
- Un paso al frente (1960)
- El indulto (1961)
- A las cinco de la tarde (1961)
- Armas contra la ley (1961)
- Fray Escoba (1961)
- Kilómetro 12 (1961)
- Margarita se llama mi amor (1961)
- Tres de la Cruz Roja (1961)
- Usted puede ser un asesino (1961)
- Aprendiendo a morir (1962)
- Escuela de seductoras (1962)
- La gran familia (1962)
- Las tres espadas del Zorro (1962)
- Sabían demasiado (1962)
- Vuelve San Valentín (1962)
- Bochorno (1963)
- El juego de la verdad (1963)
- El sabor de la venganza (1963)
- Historia de una noche (1963)
- Isidro el labrador (1963)
- La pandilla de los once (1963)
- Las hijas de Helena (1963)
- Millonario por un día (1963)
- Objetivo las estrellas (1963)
- Operación embajada (1963)
- Pacto de silencio (1963)
- Se necesita chico (1963)
- Tela de araña (1963)
- Una chica casi formal (1963)
- Cerrado por asesinato (1964)
- Don Quijote (1964)
- Rueda de sospechosos (1964)
- La cesta (1965)
- Marc Mato, agente S. 077 (1965)
- Ninette y un señor de Murcia (1965)
- Nobleza baturra (1965)
- Anónima de asesinos (1966)
- Las últimas horas (1966)
- Proceso a una estrella (1966)
- Yo he visto a la muerte (1967)
- El huésped del sevillano (1969)
- Mi marido y sus complejos (1969)